# Yuhina à ventre blanc
Erpornis zantholeuca
Genre
Espèce
Synonymes
- Yuhina zantholeuca[1]

Statut de conservation UICN

 LC  : Préoccupation mineure
Le Yuhina à ventre blanc (Erpornis zantholeuca), aussi appelé Erpornis à ventre blanc, est une espèce de passereaux de la famille des Vireonidae. C'est le seul représentant du genre Erpornis. Il était considéré auparavant comme faisant partie de la famille des Timaliidae,,. Son nom français uniformisé par la Commission internationale des noms français des oiseaux est réfutée par le Congrès ornithologique international, cet oiseau n'étant pas un Yuhina,.

## Systématique et distribution
Cet oiseau est représenté par huit sous-espèces selon la classification de référence du Congrès ornithologique international (version 9.1, 2019) :
- Erpornis zantholeuca zantholeuca Blyth, 1844 : de l'est de l'Himalaya au nord de la Birmanie, au sud de la Chine (Yunnan) et à l'ouest de la Thaïlande ;
- Erpornis zantholeuca tyrannulus Swinhoe, 1870 : du nord-est de la Thaïlande au sud de la Chine (sud-est du Yunnan), au nord de l'Indochine et sur l'île de Hainan ;
- Erpornis zantholeuca griseiloris Stresemann, 1923 : sud-est de la Chine (Fujian, Guangdong, ouest du Guangxi, sud-est du Yunnan) et Taïwan ;
- Erpornis zantholeuca sordida Robinson & Kloss, 1919 : de l'extrême est du plateau thaïlandais au sud de l'Indochine ;
- Erpornis zantholeuca canescens Delacour & Jabouille, 1928 : du sud-est de la Thaïlande à l'ouest du Cambodge ;
- Erpornis zantholeuca interposita Hartert, 1917 : péninsule Malaise (district de Mergui, et de l'isthme de Kra à l'État de Johor) ;
- Erpornis zantholeuca saani Chasen, 1939 : nord-ouest de Sumatra ;
- Erpornis zantholeuca brunnescens Sharpe, 1876 : Borneo[2],[3].

L'espèce, considérée auparavant comme faisant partie de la famille des Timaliidae, a été déplacée parmi les Vireonidae à la suite des travaux de Reddy et Cracraft (2007) et de Reddy (2008).